# Vouneuil-sur-Vienne
 Vouneuil-sur-Vienne  es una población y comuna francesa, en la región de Poitou-Charentes, departamento de Vienne, en el distrito de Châtellerault y cantón de Vouneuil-sur-Vienne.

## Demografía
| 1212 | 1257 | 1218 | 1458 | 1606 | 1835 |
| Para los censos de 1962 a 1999 la población legal corresponde a la población sin duplicidades (Fuente: INSEE [Consultar]) |      |      |      |      |      |